# هدایت‌الله آقایی
هدایت‌الله آقایی (زادهٔ ۱۳۳۷ فسا) نماینده دوره سوم مجلس شورای اسلامی بوده‌است. هدایت الله آقایی معاون معدن وزارت صنایع و معادن در دولت سید محمد خاتمی و در زمان وزارت اسحاق جهانگیری بوده است. او یکی از اعضای حزب کارگزاران سازندگی ایران بود که در پی رخدادهای پس انتخابات ایران بازداشت شد. او در دادگاه به اتهام اخلال در نظم عمومی و موارد اتهامی دیگر، به ۵ سال حبس قطعی و در دادگاه تجدید نظر به ۲ سال و نیم حبس محکوم شد که پس از گذراندن حبسش آن از زندان آزاد شد.

## زندگانی
هدایت الله آقایی غیاث آبادی در سال ۱۳۳۷ در فسا به دنیا آمد. نام پدر او فتح‌الله است. او نماینده دوره سوم مجلس شورای اسلامی بود و یکی از اعضای حزب کارگزاران است. وی توانسته بود با ۵۸ هزار رای و کسب ۴۸ درصد از آرای مردم فسا، نماینده این شهر در مجلس شورای اسلامی در دوره سوم باشد. در سال ۱۳۸۴ وی نماینده هاشمی رفسنجانی برای اداره ستاد انتخاباتی در استان‌های کرمانشاه و ایلام بود. او در سال ۱۳۹۷، نایب‌رئیس کمیسیون انرژی مجلس شورای اسلامی نیز بود.
هدایت الله آقایی معاون معدن وزارت صنایع و معادن در دولت سید محمد خاتمی و در زمان وزارت اسحاق جهانگیری بوده است.

### بازداشت اول در سال ۱۳۸۸
آقایی پس از ماجراهای پس از انتخابات سال ۱۳۸۸ در تاریخ ۱۳ دی ۱۳۸۸ در طی دادگاهی، به تحمل ۵ سال حبس محکوم شد. اتهامات او در دادگاه به اتهام اخلال در نظم عمومی از طریق بلوا و آشوب، تحریک و تشویق مردم به شورش و اغتشاش،  فعالیت تبلیغی علیه نظام جمهوری اسلامی ایران از طریق شرکت در تجمعات غیرقانونی، ایجاد شبهه جعل و تقلب در نتیجه انتخابات و سلب اعتماد عمومی نسبت به حاکمیت مراجع رسمی کشور و اقدام علیه امنیت کشور از طریق اجتماع و تبانی به قصد برهم زدن امنیت عمومی مورد محاکمه قرار گرفت. دادگاه کمی بعد حکم او را به دو سال و نیم حبس تعلیقی و دو سال و نیم حبس تعزیری تغییر داد. او پس از پایان دوره محکومیتش، آزاد شد.

### ارتباط با هنگامه شهیدی
در سال ۱۳۹۲، انتشار تصاویر خصوصی از عروسی دختر هنگامه شهیدی و پسر هدایت الله آقایی، در رسانه‌های داخلی، جنجال‌هایی به پا کرد. حضور سید محمد خاتمی در این مراسم و مختلط عنوان شدن آن توسط رسانه‌ها آن برای مادر عروس (هنگامه شهیدی) و پدر داماد (هدایت الله آقایی) جنجال آفرین شد. در پی آن، شهیدی و آقایی از شکایت در مورد این انتشارها و تکذیب مختلط بودن این مراسم، خبر دادند.
او در پرونده دیگری نیز با هنگامه شهیدی به صدر خبرها بازگشت. به درخواست او، هنگامه شهیدی سند زمین‌هایی را برای آزادی موقت باقری درمنی وثیقه گذاشت. باقری درمنی کمی بعد به جرم مفاسد اقتصادی به اعدام محکوم شد.

### بازداشت دوم در سال ۱۳۹۶
آقایی در تیرماه ۱۳۹۵ به دادسرای انقلاب احضار شد و قاضی صلواتی او را به تحمل ۲ سال حبس تعزیری محکوم کرد. در جریان این محاکمه، پرونده به دادگاه تجدیدنظر رفت و حکم به ۶ ماه حبس تعزیری تقلیل یافت. سرانجام آقایی برای تهم ۶ ماه حبس خود در تاریخ ۱۴ تیر ۱۳۹۶ به زندان اوین فرستاده شد. دلیل بازداشت او، امضاء نامه‌ای در دوران نمایندگی مجلس بود که از نظر دادستانی، توهین به مقامات تلقی شده‌است. به گفته خود او، پس از مختومه شدن پرونده وی مربوط به سال ۱۳۸۸، یک بند از موارد اتهامی یعنی توهین به مقامات همچنان بررسی نشده بود تا اینکه در سال ۱۳۹۵ مورد بررسی قرار گرفت.